# Лихорадка Зика
Лихора́дка Зи́ка (также — инфекция, вызванная вирусом Зика) — острое инфекционное заболевание, которое вызывает вирус Зика из рода Flavivirus. Её относят к арбовирусным инфекциям. Протекает относительно доброкачественно, с сыпью, непродолжительной лихорадкой без выраженной интоксикации. В последнее время болезнь привлекает к себе пристальное внимание из-за возможности значительного мирового распространения, лёгкого заражения путешественников, а также из-за вероятности высокотератогенного действия вируса, подозреваемого в связи с увеличением количества новорождённых с врождённым пороком — микроцефалией, обнаруживаемого сегодня в эндемичных по вирусу районах Бразилии.

## Краткая историческая справка
В 1947 году учёные, исследовавшие жёлтую лихорадку, провели вирусологическое исследование крови у одной из обезьян, пойманной в лесу Зика (на языке аборигенов «Зика» буквально означает «заросли») недалеко от научно-исследовательского института вирусов в Энтеббе, Уганда. Учёные ожидали обнаружить обычный вирус жёлтой лихорадки, но выделенный ими агент хотя и принадлежал к флавивирусам, но до этого не был известен. Поэтому они его описали как вирус Зика. В 1952 году в Уганде, Танзании и 1954 году в Нигерии вирус удалось выделить от человека. Со времени открытия до 2007 года подтверждённые случаи Зика-вирусной инфекции в Африке и Юго-Восточной Азии были редкими. Но в 2007 году сначала возникла большая эпидемия болезни на островах Микронезии, а немного спустя в Полинезии. Вспышка распространилась на острова Кука и Новую Каледонию.
В 2016 году правительства ряда стран Латинской Америки (например, Ямайки, Сальвадора, Колумбии) попросили женщин отложить беременность в связи со вспышкой лихорадки Зика в регионе. Бразильский министр здравоохранения Марселу Каштру признал, что страна не справляется с борьбой против комара Aedes aegypti, главного переносчика вируса Зика, количество заражённых которым переходит в эпидемию. В частности в Бразилии за 2014 год было зарегистрировано около 150 новорождённых с микроцефалией, в следующем 2015 году подозрений на микроцефалию было порядка 4000.
В России первый случай заражения был зафиксирован 15 февраля 2016 года. В ноябре 2016 года Роспотребнадзор сообщил о ещё 13 случаях завоза лихорадки из карибских стран. О следующем случае было сообщено 6 февраля 2017 года

## Эпидемиология

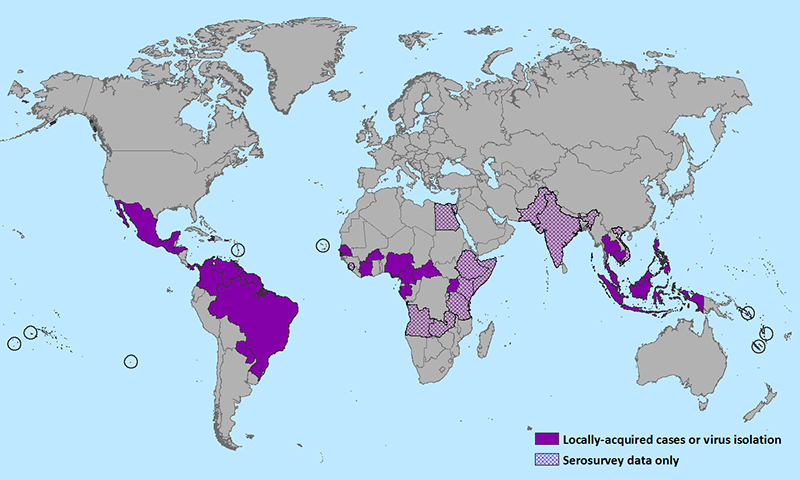
Карта распространения лихорадки Зика. Январь 2016.
эндемические регионы
зоны риска

Источник инфекции и резервуар в дикой природе остаются неизвестными. Наиболее вероятно, что люди являются источником инфекции как минимум во время острых проявлений у них заболевания. Передача болезни к другим людям осуществляется трансмиссивным путём. Она происходит через укусы комаров рода Aedes, чаще всего вида Aedes aegypti, в тропических и экваториальных регионах.
Кроме того, предполагают высокую степень вероятности вертикальной передачи. В 2009 году установлен факт половой передачи вируса от человека к человеку. О продолжительности и силе иммунитета после перенесённой болезни пока точно неизвестно. Болезнь представляет опасность из-за возможности лёгкого заражения путешественников в регионах Океании и Америки.
Во время эпидемии во Французской Полинезии было выявлено 73 случая синдрома Гийена — Барре и иных неврологических заболеваний среди 270 000 человек населения, что может быть связано с вирусом Зика. Европейский центр по предотвращению и контролю заболеваний выпустил в декабре 2015 года публикацию на тему возможной связи вируса Зика с врождённой микроцефалией и синдромом Гийена — Барре.
Связь с микроцефалией у новорождённых у инфицированных матерей в настоящее время считается вероятной. Центр по контролю и профилактике заболеваний США рекомендует принимать особые меры безопасности и переносить поездки в эндемичные регионы, если в них нет срочной необходимости.
По данным, опубликованным на сайте Детского фонда ООН (ЮНИСЕФ) 2 февраля 2016 года, официально не подтверждается предварительная информация о возможности развития микроцефалии у плода беременной женщины, инфицированной вирусом Зика. Там же приводится статистика выявления случаев микроцефалии у новорождённых в Бразилии: по данным фонда за период с 22 октября 2015 года по 26 января 2016 — выявлено 4180 случаев, в то время как на протяжении 2014 года — только 147 случаев.